# Tour de Lombardie 2021
Le Tour de Lombardie 2021 (officiellement Il Lombardia) est la 115e édition de cette course cycliste masculine sur route. Il a lieu le 9 octobre 2021. C’est le Slovène Tadej Pogačar qui remporte la course, ajoutant ainsi un deuxième monument à son palmarès.

## Présentation

### Parcours
Cette édition 2021 relie les villes de Côme à Bergame sur 239 kilomètres modifiant largement le parcours de l'année précédente mais incluant tout de même six grandes ascensions pour un dénivelé de 4 500 m. Le Mur de Sormano et sa dangereuse descente ayant auparavant provoqué des chutes dont celle de Remco Evenepoel en 2020, ont été retirés du parcours. La dernière grosse ascension du jour, le Passo di Ganda, dont le sommet culmine à 30 kilomètres de l’arrivée, présente un pourcentage moyen de 7% sur 9 kilomètres et la dernière côte, le Colle Aperto (1,3 km – 7%), se situe à environ 3 kilomètres de l’arrivée.

### Équipes
| WorldTeams (19)- Deceuninck-Quick Step - AG2R Citroën Team - Astana-Premier Tech - Bahrain Victorious - Bora-Hansgrohe - Cofidis - EF Education-Nippo - Groupama-FDJ - Ineos Grenadiers - Intermarché-Wanty-Gobert Matériaux - Israel Start-Up Nation - Jumbo-Visma - Lotto Soudal - Movistar Team - Team BikeExchange - Team DSM - Qhubeka NextHash - Trek-Segafredo - UAE Team Emirates ProTeams (6)- Alpecin-Fenix - Androni Giocattoli-Sidermec - Bardiani CSF Faizanè - Eolo-Kometa - Arkéa-Samsic - Vini Zabù |
| |

### Favoris
Les principaux favoris sont les Slovènes Tadej Pogačar (UAE), vainqueur du Tour de France et Primož Roglič (Jumbo-Visma), récent lauréat du Tour d'Émilie et de Milan-Turin, le Britannique Adam Yates (Ineos Grenadiers) ainsi que le trio de l'équipe Deceuninck-Quick Step formé par le Français Julian Alaphilippe qui vient de reconduire son titre de champion du monde, le Belge Remco Evenepoel, vainqueur quelques jours plus tôt sur la Coppa Bernocchi et le Portugais João Almeida.
Les autres favoris ou outsiders les plus souvent cités sont l'Italien Vincenzo Nibali et le Néerlandais Bauke Mollema (Trek-Segafredo), vainqueur en 2019, les Français Romain Bardet (DSM), Thibaut Pinot et David Gaudu (Groupama-FDJ), l'Australien Ben O'Connor (AG2R Citroën), l'Australien Jack Haig (Bahrain-Victorious), le Danois Jonas Vingegaard et le Néo-Zélandais George Bennett, deuxième en 2020 (Jumbo-Visma), le vétéran espagnol Alejandro Valverde (Movistar) ainsi que le Britannique Tao Geoghegan Hart (Ineos Grenadiers).

## Déroulement de la course
La course se joue à 36,5 kilomètres de l'arrivée dans l'ascension du Passo di Ganda lorsque Vincenzo Nibali accélère en tête, aussitôt suivi par Pavel Sivakov et Tadej Pogačar. Bientôt, Pogačar se retrouve seul en tête. Il est toutefois rejoint dans la descente du col par Fausto Masnada qui collabore peu avec le Slovène. Les deux hommes se présentent ensemble à l'arrivée à Bergame où Pogačar l'emporte facilement.

## Classements

### Classement de la course
| \| Classement général \| Classement général \| Classement général \| Classement général \| Classement général \| \| Coureur \| Coureur \| Pays \| Équipe \| Temps \| \| ------------------ \| ------------------ \| ------------------ \| ---------------------- \| ------------------ \| \| 1er \| Tadej Pogačar \| Slovénie \| UAE Team Emirates \| 6 h 01 min 39 s \| \| 2e \| Fausto Masnada \| Italie \| Deceuninck-Quick Step \| + 0 s \| \| 3e \| Adam Yates \| Royaume-Uni \| Ineos Grenadiers \| + 51 s \| \| 4e \| Primož Roglič \| Slovénie \| Jumbo-Visma \| + 51 s \| \| 5e \| Alejandro Valverde \| Espagne \| Movistar Team \| + 51 s \| \| 6e \| Julian Alaphilippe \| France \| Deceuninck-Quick Step \| + 51 s \| \| 7e \| David Gaudu \| France \| Groupama-FDJ \| + 51 s \| \| 8e \| Romain Bardet \| France \| Team DSM \| + 51 s \| \| 9e \| Michael Woods \| Canada \| Israel Start-Up Nation \| + 51 s \| \| 10e \| Sergio Higuita \| Colombie \| EF Education-Nippo \| + 2 min 25 s \| \| 11e \| Nairo Quintana \| Colombie \| Arkéa-Samsic \| + 2 min 25 s \| \| 12e \| Attila Valter \| Hongrie \| Groupama-FDJ \| + 2 min 25 s \| \| 13e \| Vincenzo Nibali \| Italie \| Trek-Segafredo \| + 2 min 25 s \| \| 14e \| Jonas Vingegaard \| Danemark \| Jumbo-Visma \| + 2 min 25 s \| \| 15e \| Lorenzo Fortunato \| Italie \| Eolo-Kometa \| + 2 min 25 s \| \| 16e \| Nélson Oliveira \| Portugal \| Movistar Team \| + 2 min 25 s \| \| 17e \| Pavel Sivakov \| Russie \| Ineos Grenadiers \| + 2 min 35 s \| \| 18e \| Mikel Nieve \| Espagne \| BikeExchange \| + 2 min 49 s \| \| 19e \| Remco Evenepoel \| Belgique \| Deceuninck-Quick Step \| + 3 min 13 s \| \| 20e \| Bauke Mollema \| Pays-Bas \| Trek-Segafredo \| + 3 min 23 s \| |                    |             |                        |                 |
| |                    |             |                        |                 |
| Source : ProCyclingStats |                    |             |                        |                 |
| Classement général |                    |             |                        |                 |
| Coureur | Coureur            | Pays        | Équipe                 | Temps           |
| 1er | Tadej Pogačar      | Slovénie    | UAE Team Emirates      | 6 h 01 min 39 s |
| 2e | Fausto Masnada     | Italie      | Deceuninck-Quick Step  | + 0 s           |
| 3e | Adam Yates         | Royaume-Uni | Ineos Grenadiers       | + 51 s          |
| 4e | Primož Roglič      | Slovénie    | Jumbo-Visma            | + 51 s          |
| 5e | Alejandro Valverde | Espagne     | Movistar Team          | + 51 s          |
| 6e | Julian Alaphilippe | France      | Deceuninck-Quick Step  | + 51 s          |
| 7e | David Gaudu        | France      | Groupama-FDJ           | + 51 s          |
| 8e | Romain Bardet      | France      | Team DSM               | + 51 s          |
| 9e | Michael Woods      | Canada      | Israel Start-Up Nation | + 51 s          |
| 10e | Sergio Higuita     | Colombie    | EF Education-Nippo     | + 2 min 25 s    |
| 11e | Nairo Quintana     | Colombie    | Arkéa-Samsic           | + 2 min 25 s    |
| 12e | Attila Valter      | Hongrie     | Groupama-FDJ           | + 2 min 25 s    |
| 13e | Vincenzo Nibali    | Italie      | Trek-Segafredo         | + 2 min 25 s    |
| 14e | Jonas Vingegaard   | Danemark    | Jumbo-Visma            | + 2 min 25 s    |
| 15e | Lorenzo Fortunato  | Italie      | Eolo-Kometa            | + 2 min 25 s    |
| 16e | Nélson Oliveira    | Portugal    | Movistar Team          | + 2 min 25 s    |
| 17e | Pavel Sivakov      | Russie      | Ineos Grenadiers       | + 2 min 35 s    |
| 18e | Mikel Nieve        | Espagne     | BikeExchange           | + 2 min 49 s    |
| 19e | Remco Evenepoel    | Belgique    | Deceuninck-Quick Step  | + 3 min 13 s    |
| 20e | Bauke Mollema      | Pays-Bas    | Trek-Segafredo         | + 3 min 23 s    |

## Liste des participants
- Liste de départ complète

| Légende | Légende                                                                    | Légende | Légende                                                    |
| ------- | -------------------------------------------------------------------------- | ------- | ---------------------------------------------------------- |
| Num     | Dossard de départ porté par le coureur sur ce Tour de Lombardie            | Pos     | Position à l'arrivée de la course                          |
|         | Indique un maillot de champion national ou mondial, suivi de sa spécialité | NP      | Indique un coureur qui n'a pas pris le départ de la course |
| AB      | Indique un coureur qui n'a pas terminé la course                           | HD      | Indique un coureur qui a terminé la course hors des délais |

| Deceuninck-Quick Step DQT | Deceuninck-Quick Step DQT        | Deceuninck-Quick Step DQT |
| ------------------------- | -------------------------------- | ------------------------- |
| Num                       | Coureur                          | Pos                       |
| 1                         | Julian Alaphilippe (FRA) (route) | 6e                        |
| 2                         | João Almeida (POR)               | 40e                       |
| 3                         | Andrea Bagioli (ITA)             | 70e                       |
| 4                         | Fausto Masnada (ITA)             | 2e                        |
| 5                         | Dries Devenyns (BEL)             | AB                        |
| 6                         | Remco Evenepoel (BEL)            | 19e                       |
| 7                         | Pieter Serry (BEL)               | AB                        |

| AG2R Citroën Team ACT | AG2R Citroën Team ACT        | AG2R Citroën Team ACT |
| --------------------- | ---------------------------- | --------------------- |
| Num                   | Coureur                      | Pos                   |
| 11                    | Clément Berthet (FRA)        | 46e                   |
| 12                    | Geoffrey Bouchard (FRA)      | 32e                   |
| 13                    | Clément Champoussin (FRA)    | 62e                   |
| 14                    | Benoît Cosnefroy (FRA)       | AB                    |
| 15                    | Jaakko Hänninen (FIN)        | AB                    |
| 16                    | Aurélien Paret-Peintre (FRA) | 34e                   |
| 17                    | Lawrence Warbasse (USA)      | 31e                   |

| Alpecin-Fenix AFC | Alpecin-Fenix AFC       | Alpecin-Fenix AFC |
| ----------------- | ----------------------- | ----------------- |
| Num               | Coureur                 | Pos               |
| 21                | Floris De Tier (BEL)    | AB                |
| 22                | Jimmy Janssens (BEL)    | AB                |
| 23                | Xandro Meurisse (BEL)   | AB                |
| 24                | Kristian Sbaragli (ITA) | 47e               |
| 25                | Ben Tulett (GBR)        | 21e               |
| 26                | Petr Vakoč (CZE)        | AB                |
| 27                | Louis Vervaeke (BEL)    | 74e               |

| Androni Giocattoli-Sidermec ANS | Androni Giocattoli-Sidermec ANS | Androni Giocattoli-Sidermec ANS |
| ------------------------------- | ------------------------------- | ------------------------------- |
| Num                             | Coureur                         | Pos                             |
| 31                              | Mattia Bais (ITA)               | 67e                             |
| 32                              | Alexander Cepeda (ECU)          | AB                              |
| 33                              | Daniel Muñoz (COL)              | AB                              |
| 34                              | Simone Ravanelli (ITA)          | 66e                             |
| 35                              | Eduardo Sepúlveda (ARG)         | 94e                             |
| 36                              | Filippo Tagliani (ITA)          | AB                              |
| 37                              | Nicola Venchiarutti (ITA)       | AB                              |

| Astana-Premier Tech APT | Astana-Premier Tech APT   | Astana-Premier Tech APT |
| ----------------------- | ------------------------- | ----------------------- |
| Num                     | Coureur                   | Pos                     |
| 41                      | Aleksandr Vlasov (RUS)    | 39e                     |
| 42                      | Samuele Battistella (ITA) | AB                      |
| 43                      | Manuele Boaro (ITA)       | AB                      |
| 44                      | Rodrigo Contreras (COL)   | AB                      |
| 45                      | Fabio Felline (ITA)       | AB                      |
| 46                      | Alexey Lutsenko (KAZ)     | AB                      |
| 47                      | Matteo Sobrero (ITA)      | AB                      |

| Bahrain Victorious TBV | Bahrain Victorious TBV    | Bahrain Victorious TBV |
| ---------------------- | ------------------------- | ---------------------- |
| Num                    | Coureur                   | Pos                    |
| 51                     | Dylan Teuns (BEL)         | 37e                    |
| 52                     | Santiago Buitrago (COL)   | 101e                   |
| 53                     | Mikel Landa (ESP)         | AB                     |
| 54                     | Matej Mohorič (SLO)       | AB                     |
| 55                     | Domen Novak (SLO)         | 77e                    |
| 56                     | Hermann Pernsteiner (AUT) | 97e                    |
| 57                     | Stephen Williams (GBR)    | AB                     |

| Bardiani CSF Faizanè BCF | Bardiani CSF Faizanè BCF | Bardiani CSF Faizanè BCF |
| ------------------------ | ------------------------ | ------------------------ |
| Num                      | Coureur                  | Pos                      |
| 61                       | Giovanni Carboni (ITA)   | AB                       |
| 62                       | Luca Covili (ITA)        | 79e                      |
| 63                       | Filippo Fiorelli (ITA)   | AB                       |
| 64                       | Davide Gabburo (ITA)     | 95e                      |
| 65                       | Andrea Garosio (ITA)     | 49e                      |
| 66                       | Alessandro Monaco (ITA)  | 105e                     |
| 67                       | Daniel Savini (ITA)      | 96e                      |

| Bora-Hansgrohe BOH | Bora-Hansgrohe BOH           | Bora-Hansgrohe BOH |
| ------------------ | ---------------------------- | ------------------ |
| Num                | Coureur                      | Pos                |
| 71                 | Cesare Benedetti (POL)       | AB                 |
| 72                 | Giovanni Aleotti (ITA)       | AB                 |
| 73                 | Emanuel Buchmann (GER)       | AB                 |
| 74                 | Matteo Fabbro (ITA)          | 68e                |
| 75                 | Felix Großschartner (AUT)    | 41e                |
| 76                 | Patrick Konrad (AUT) (route) | 55e                |
| 77                 | Ide Schelling (NED)          | AB                 |

| Cofidis COF | Cofidis COF            | Cofidis COF |
| ----------- | ---------------------- | ----------- |
| Num         | Coureur                | Pos         |
| 81          | Guillaume Martin (FRA) | 44e         |
| 82          | Natnael Berhane (ERI)  | AB          |
| 83          | Thomas Champion (FRA)  | 90e         |
| 84          | Rubén Fernández (ESP)  | 92e         |
| 85          | Simon Geschke (GER)    | 93e         |
| 86          | Victor Lafay (FRA)     | AB          |
| 87          | Rémy Rochas (FRA)      | AB          |

| EF Education-Nippo EFN | EF Education-Nippo EFN | EF Education-Nippo EFN |
| ---------------------- | ---------------------- | ---------------------- |
| Num                    | Coureur                | Pos                    |
| 91                     | Rigoberto Urán (COL)   | 56e                    |
| 92                     | William Barta (USA)    | 106e                   |
| 93                     | Diego Camargo (COL)    | AB                     |
| 94                     | Daniel Arroyave (COL)  | AB                     |
| 95                     | Sergio Higuita (COL)   | 10e                    |
| 96                     | Neilson Powless (USA)  | 51e                    |
| 97                     | James Whelan (AUS)     | AB                     |

| Eolo-Kometa EOK | Eolo-Kometa EOK         | Eolo-Kometa EOK |
| --------------- | ----------------------- | --------------- |
| Num             | Coureur                 | Pos             |
| 101             | Lorenzo Fortunato (ITA) | 15e             |
| 102             | Vincenzo Albanese (ITA) | AB              |
| 103             | Davide Bais (ITA)       | AB              |
| 104             | Mark Christian (GBR)    | 61e             |
| 105             | Erik Fetter (HUN)       | AB              |
| 106             | Francesco Gavazzi (ITA) | AB              |
| 107             | Edward Ravasi (ITA)     | 81e             |

| Groupama-FDJ GFC | Groupama-FDJ GFC            | Groupama-FDJ GFC |
| ---------------- | --------------------------- | ---------------- |
| Num              | Coureur                     | Pos              |
| 111              | Thibaut Pinot (FRA)         | 50e              |
| 112              | Matteo Badilatti (SUI)      | 35e              |
| 113              | David Gaudu (FRA)           | 7e               |
| 114              | Matthieu Ladagnous (FRA)    | AB               |
| 115              | Sébastien Reichenbach (SUI) | 60e              |
| 116              | Anthony Roux (FRA)          | AB               |
| 117              | Attila Valter (HUN)         | 12e              |

| Ineos Grenadiers IGD | Ineos Grenadiers IGD       | Ineos Grenadiers IGD |
| -------------------- | -------------------------- | -------------------- |
| Num                  | Coureur                    | Pos                  |
| 121                  | Adam Yates (GBR)           | 3e                   |
| 122                  | Jonathan Castroviejo (ESP) | 63e                  |
| 123                  | Eddie Dunbar (IRL)         | 87e                  |
| 124                  | Tao Geoghegan Hart (GBR)   | 57e                  |
| 125                  | Ben Swift (GBR) (route)    | 98e                  |
| 126                  | Gianni Moscon (ITA)        | AB                   |
| 127                  | Pavel Sivakov (RUS)        | 17e                  |

| Intermarché-Wanty-Gobert Matériaux IWG | Intermarché-Wanty-Gobert Matériaux IWG | Intermarché-Wanty-Gobert Matériaux IWG |
| -------------------------------------- | -------------------------------------- | -------------------------------------- |
| Num                                    | Coureur                                | Pos                                    |
| 131                                    | Jan Bakelants (BEL)                    | 54e                                    |
| 132                                    | Jan Hirt (CZE)                         | AB                                     |
| 133                                    | Louis Meintjes (RSA)                   | AB                                     |
| 134                                    | Simone Petilli (ITA)                   | 42e                                    |
| 135                                    | Lorenzo Rota (ITA)                     | 28e                                    |
| 136                                    | Rein Taaramäe (EST)                    | 75e                                    |
| 137                                    | Odd Christian Eiking (NOR)             | 53e                                    |

| Israel Start-Up Nation ISN | Israel Start-Up Nation ISN | Israel Start-Up Nation ISN |
| -------------------------- | -------------------------- | -------------------------- |
| Num                        | Coureur                    | Pos                        |
| 141                        | Dan Martin (IRL)           | 38e                        |
| 142                        | Christopher Froome (GBR)   | AB                         |
| 143                        | Omer Goldstein (ISR)       | AB                         |
| 144                        | Ben Hermans (BEL)          | AB                         |
| 145                        | Reto Hollenstein (SUI)     | 73e                        |
| 146                        | James Piccoli (CAN)        | AB                         |
| 147                        | Michael Woods (CAN)        | 9e                         |

| Jumbo-Visma TJV | Jumbo-Visma TJV              | Jumbo-Visma TJV |
| --------------- | ---------------------------- | --------------- |
| Num             | Coureur                      | Pos             |
| 151             | Primož Roglič (SLO)          | 4e              |
| 152             | George Bennett (NZL) (route) | 85e             |
| 153             | Koen Bouwman (NED)           | 91e             |
| 154             | Chris Harper (AUS)           | AB              |
| 155             | Steven Kruijswijk (NED)      | 43e             |
| 156             | Sam Oomen (NED)              | 80e             |
| 157             | Jonas Vingegaard (DEN)       | 14e             |

| Lotto-Soudal LTS | Lotto-Soudal LTS        | Lotto-Soudal LTS |
| ---------------- | ----------------------- | ---------------- |
| Num              | Coureur                 | Pos              |
| 161              | Tim Wellens (BEL)       | 82e              |
| 162              | Steff Cras (BEL)        | 78e              |
| 163              | Matthew Holmes (GBR)    | AB               |
| 164              | Andreas Kron (DEN)      | AB               |
| 165              | Tomasz Marczyński (POL) | 103e             |
| 166              | Maxim Van Gils (BEL)    | AB               |
| 167              | Harm Vanhoucke (BEL)    | 33e              |

| Movistar Team MOV | Movistar Team MOV        | Movistar Team MOV |
| ----------------- | ------------------------ | ----------------- |
| Num               | Coureur                  | Pos               |
| 171               | Alejandro Valverde (ESP) | 5e                |
| 172               | Dario Cataldo (ITA)      | 45e               |
| 173               | Nélson Oliveira (POR)    | 16e               |
| 174               | Antonio Pedrero (ESP)    | AB                |
| 175               | José Joaquín Rojas (ESP) | 52e               |
| 176               | Gonzalo Serrano (ESP)    | 102e              |
| 177               | Davide Villella (ITA)    | 22e               |

| Arkéa-Samsic ARK | Arkéa-Samsic ARK     | Arkéa-Samsic ARK |
| ---------------- | -------------------- | ---------------- |
| Num              | Coureur              | Pos              |
| 181              | Nairo Quintana (COL) | 11e              |
| 182              | Maxime Bouet (FRA)   | 58e              |
| 183              | Winner Anacona (COL) | AB               |
| 184              | Élie Gesbert (FRA)   | AB               |
| 185              | Romain Hardy (FRA)   | AB               |
| 186              | Łukasz Owsian (POL)  | AB               |
| 187              | Dayer Quintana (COL) | 76e              |

| BikeExchange BEX | BikeExchange BEX              | BikeExchange BEX |
| ---------------- | ----------------------------- | ---------------- |
| Num              | Coureur                       | Pos              |
| 191              | Simon Yates (GBR)             | 86e              |
| 192              | Kevin Colleoni (ITA)          | 84e              |
| 193              | Damien Howson (AUS)           | 100e             |
| 194              | Christopher Juul Jensen (DEN) | 104e             |
| 195              | Mikel Nieve (ESP)             | 18e              |
| 196              | Nick Schultz (AUS)            | 59e              |
| 197              | Andrey Zeits (KAZ)            | 48e              |

| Team DSM DSM | Team DSM DSM             | Team DSM DSM |
| ------------ | ------------------------ | ------------ |
| Num          | Coureur                  | Pos          |
| 201          | Romain Bardet (FRA)      | 8e           |
| 202          | Thymen Arensman (NED)    | 88e          |
| 203          | Tiesj Benoot (BEL)       | 29e          |
| 204          | Mark Donovan (GBR)       | 89e          |
| 205          | Chris Hamilton (AUS)     | 64e          |
| 206          | Andreas Leknessund (NOR) | 107e         |
| 207          | Michael Storer (AUS)     | 25e          |

| Qhubeka NextHash TQA | Qhubeka NextHash TQA     | Qhubeka NextHash TQA |
| -------------------- | ------------------------ | -------------------- |
| Num                  | Coureur                  | Pos                  |
| 211                  | Domenico Pozzovivo (ITA) | 30e                  |
| 212                  | Sean Bennett (USA)       | AB                   |
| 213                  | Victor Campenaerts (BEL) | 99e                  |
| 214                  | Andreas Stokbro (DEN)    | AB                   |
| 215                  | Mauro Schmid (SUI)       | AB                   |
| 216                  | Dylan Sunderland (AUS)   | AB                   |
| 217                  | Karel Vacek (CZE)        | AB                   |

| Trek-Segafredo TFS | Trek-Segafredo TFS            | Trek-Segafredo TFS |
| ------------------ | ----------------------------- | ------------------ |
| Num                | Coureur                       | Pos                |
| 221                | Bauke Mollema (NED)           | 20e                |
| 222                | Gianluca Brambilla (ITA)      | AB                 |
| 223                | Niklas Eg (DEN)               | AB                 |
| 224                | Amanuel Ghebreigzabhier (ERI) | 26e                |
| 225                | Antonio Tiberi (ITA)          | 83e                |
| 226                | Vincenzo Nibali (ITA)         | 13e                |
| 227                | Toms Skujiņš (LAT) (route)    | 27e                |

| UAE Team Emirates UAD | UAE Team Emirates UAD | UAE Team Emirates UAD |
| --------------------- | --------------------- | --------------------- |
| Num                   | Coureur               | Pos                   |
| 231                   | Tadej Pogačar (SLO)   | 1er                   |
| 232                   | Davide Formolo (ITA)  | 69e                   |
| 233                   | Marc Hirschi (SUI)    | 36e                   |
| 234                   | Rafał Majka (POL)     | 24e                   |
| 235                   | Brandon McNulty (USA) | 65e                   |
| 236                   | Jan Polanc (SLO)      | AB                    |
| 237                   | Diego Ulissi (ITA)    | 23e                   |

| Vini Zabù THR | Vini Zabù THR              | Vini Zabù THR |
| ------------- | -------------------------- | ------------- |
| Num           | Coureur                    | Pos           |
| 241           | Edoardo Zardini (ITA)      | 72e           |
| 242           | Simone Bevilacqua (ITA)    | AB            |
| 243           | Marco Frapporti (ITA)      | AB            |
| 244           | Jakub Mareczko (ITA)       | AB            |
| 245           | Davide Orrico (ITA)        | 71e           |
| 246           | Daniel Pearson (GBR)       | AB            |
| 247           | Riccardo Stacchiotti (ITA) | AB            |

| Deceuninck-Quick Step DQT | Deceuninck-Quick Step DQT        | Deceuninck-Quick Step DQT |
| ------------------------- | -------------------------------- | ------------------------- |
| Num                       | Coureur                          | Pos                       |
| 1                         | Julian Alaphilippe (FRA) (route) | 6e                        |
| 2                         | João Almeida (POR)               | 40e                       |
| 3                         | Andrea Bagioli (ITA)             | 70e                       |
| 4                         | Fausto Masnada (ITA)             | 2e                        |
| 5                         | Dries Devenyns (BEL)             | AB                        |
| 6                         | Remco Evenepoel (BEL)            | 19e                       |
| 7                         | Pieter Serry (BEL)               | AB                        |

| AG2R Citroën Team ACT | AG2R Citroën Team ACT        | AG2R Citroën Team ACT |
| --------------------- | ---------------------------- | --------------------- |
| Num                   | Coureur                      | Pos                   |
| 11                    | Clément Berthet (FRA)        | 46e                   |
| 12                    | Geoffrey Bouchard (FRA)      | 32e                   |
| 13                    | Clément Champoussin (FRA)    | 62e                   |
| 14                    | Benoît Cosnefroy (FRA)       | AB                    |
| 15                    | Jaakko Hänninen (FIN)        | AB                    |
| 16                    | Aurélien Paret-Peintre (FRA) | 34e                   |
| 17                    | Lawrence Warbasse (USA)      | 31e                   |

| Alpecin-Fenix AFC | Alpecin-Fenix AFC       | Alpecin-Fenix AFC |
| ----------------- | ----------------------- | ----------------- |
| Num               | Coureur                 | Pos               |
| 21                | Floris De Tier (BEL)    | AB                |
| 22                | Jimmy Janssens (BEL)    | AB                |
| 23                | Xandro Meurisse (BEL)   | AB                |
| 24                | Kristian Sbaragli (ITA) | 47e               |
| 25                | Ben Tulett (GBR)        | 21e               |
| 26                | Petr Vakoč (CZE)        | AB                |
| 27                | Louis Vervaeke (BEL)    | 74e               |

| Androni Giocattoli-Sidermec ANS | Androni Giocattoli-Sidermec ANS | Androni Giocattoli-Sidermec ANS |
| ------------------------------- | ------------------------------- | ------------------------------- |
| Num                             | Coureur                         | Pos                             |
| 31                              | Mattia Bais (ITA)               | 67e                             |
| 32                              | Alexander Cepeda (ECU)          | AB                              |
| 33                              | Daniel Muñoz (COL)              | AB                              |
| 34                              | Simone Ravanelli (ITA)          | 66e                             |
| 35                              | Eduardo Sepúlveda (ARG)         | 94e                             |
| 36                              | Filippo Tagliani (ITA)          | AB                              |
| 37                              | Nicola Venchiarutti (ITA)       | AB                              |

| Astana-Premier Tech APT | Astana-Premier Tech APT   | Astana-Premier Tech APT |
| ----------------------- | ------------------------- | ----------------------- |
| Num                     | Coureur                   | Pos                     |
| 41                      | Aleksandr Vlasov (RUS)    | 39e                     |
| 42                      | Samuele Battistella (ITA) | AB                      |
| 43                      | Manuele Boaro (ITA)       | AB                      |
| 44                      | Rodrigo Contreras (COL)   | AB                      |
| 45                      | Fabio Felline (ITA)       | AB                      |
| 46                      | Alexey Lutsenko (KAZ)     | AB                      |
| 47                      | Matteo Sobrero (ITA)      | AB                      |

| Bahrain Victorious TBV | Bahrain Victorious TBV    | Bahrain Victorious TBV |
| ---------------------- | ------------------------- | ---------------------- |
| Num                    | Coureur                   | Pos                    |
| 51                     | Dylan Teuns (BEL)         | 37e                    |
| 52                     | Santiago Buitrago (COL)   | 101e                   |
| 53                     | Mikel Landa (ESP)         | AB                     |
| 54                     | Matej Mohorič (SLO)       | AB                     |
| 55                     | Domen Novak (SLO)         | 77e                    |
| 56                     | Hermann Pernsteiner (AUT) | 97e                    |
| 57                     | Stephen Williams (GBR)    | AB                     |

| Bardiani CSF Faizanè BCF | Bardiani CSF Faizanè BCF | Bardiani CSF Faizanè BCF |
| ------------------------ | ------------------------ | ------------------------ |
| Num                      | Coureur                  | Pos                      |
| 61                       | Giovanni Carboni (ITA)   | AB                       |
| 62                       | Luca Covili (ITA)        | 79e                      |
| 63                       | Filippo Fiorelli (ITA)   | AB                       |
| 64                       | Davide Gabburo (ITA)     | 95e                      |
| 65                       | Andrea Garosio (ITA)     | 49e                      |
| 66                       | Alessandro Monaco (ITA)  | 105e                     |
| 67                       | Daniel Savini (ITA)      | 96e                      |

| Bora-Hansgrohe BOH | Bora-Hansgrohe BOH           | Bora-Hansgrohe BOH |
| ------------------ | ---------------------------- | ------------------ |
| Num                | Coureur                      | Pos                |
| 71                 | Cesare Benedetti (POL)       | AB                 |
| 72                 | Giovanni Aleotti (ITA)       | AB                 |
| 73                 | Emanuel Buchmann (GER)       | AB                 |
| 74                 | Matteo Fabbro (ITA)          | 68e                |
| 75                 | Felix Großschartner (AUT)    | 41e                |
| 76                 | Patrick Konrad (AUT) (route) | 55e                |
| 77                 | Ide Schelling (NED)          | AB                 |

| Cofidis COF | Cofidis COF            | Cofidis COF |
| ----------- | ---------------------- | ----------- |
| Num         | Coureur                | Pos         |
| 81          | Guillaume Martin (FRA) | 44e         |
| 82          | Natnael Berhane (ERI)  | AB          |
| 83          | Thomas Champion (FRA)  | 90e         |
| 84          | Rubén Fernández (ESP)  | 92e         |
| 85          | Simon Geschke (GER)    | 93e         |
| 86          | Victor Lafay (FRA)     | AB          |
| 87          | Rémy Rochas (FRA)      | AB          |

| EF Education-Nippo EFN | EF Education-Nippo EFN | EF Education-Nippo EFN |
| ---------------------- | ---------------------- | ---------------------- |
| Num                    | Coureur                | Pos                    |
| 91                     | Rigoberto Urán (COL)   | 56e                    |
| 92                     | William Barta (USA)    | 106e                   |
| 93                     | Diego Camargo (COL)    | AB                     |
| 94                     | Daniel Arroyave (COL)  | AB                     |
| 95                     | Sergio Higuita (COL)   | 10e                    |
| 96                     | Neilson Powless (USA)  | 51e                    |
| 97                     | James Whelan (AUS)     | AB                     |

| Eolo-Kometa EOK | Eolo-Kometa EOK         | Eolo-Kometa EOK |
| --------------- | ----------------------- | --------------- |
| Num             | Coureur                 | Pos             |
| 101             | Lorenzo Fortunato (ITA) | 15e             |
| 102             | Vincenzo Albanese (ITA) | AB              |
| 103             | Davide Bais (ITA)       | AB              |
| 104             | Mark Christian (GBR)    | 61e             |
| 105             | Erik Fetter (HUN)       | AB              |
| 106             | Francesco Gavazzi (ITA) | AB              |
| 107             | Edward Ravasi (ITA)     | 81e             |

| Groupama-FDJ GFC | Groupama-FDJ GFC            | Groupama-FDJ GFC |
| ---------------- | --------------------------- | ---------------- |
| Num              | Coureur                     | Pos              |
| 111              | Thibaut Pinot (FRA)         | 50e              |
| 112              | Matteo Badilatti (SUI)      | 35e              |
| 113              | David Gaudu (FRA)           | 7e               |
| 114              | Matthieu Ladagnous (FRA)    | AB               |
| 115              | Sébastien Reichenbach (SUI) | 60e              |
| 116              | Anthony Roux (FRA)          | AB               |
| 117              | Attila Valter (HUN)         | 12e              |

| Ineos Grenadiers IGD | Ineos Grenadiers IGD       | Ineos Grenadiers IGD |
| -------------------- | -------------------------- | -------------------- |
| Num                  | Coureur                    | Pos                  |
| 121                  | Adam Yates (GBR)           | 3e                   |
| 122                  | Jonathan Castroviejo (ESP) | 63e                  |
| 123                  | Eddie Dunbar (IRL)         | 87e                  |
| 124                  | Tao Geoghegan Hart (GBR)   | 57e                  |
| 125                  | Ben Swift (GBR) (route)    | 98e                  |
| 126                  | Gianni Moscon (ITA)        | AB                   |
| 127                  | Pavel Sivakov (RUS)        | 17e                  |

| Intermarché-Wanty-Gobert Matériaux IWG | Intermarché-Wanty-Gobert Matériaux IWG | Intermarché-Wanty-Gobert Matériaux IWG |
| -------------------------------------- | -------------------------------------- | -------------------------------------- |
| Num                                    | Coureur                                | Pos                                    |
| 131                                    | Jan Bakelants (BEL)                    | 54e                                    |
| 132                                    | Jan Hirt (CZE)                         | AB                                     |
| 133                                    | Louis Meintjes (RSA)                   | AB                                     |
| 134                                    | Simone Petilli (ITA)                   | 42e                                    |
| 135                                    | Lorenzo Rota (ITA)                     | 28e                                    |
| 136                                    | Rein Taaramäe (EST)                    | 75e                                    |
| 137                                    | Odd Christian Eiking (NOR)             | 53e                                    |

| Israel Start-Up Nation ISN | Israel Start-Up Nation ISN | Israel Start-Up Nation ISN |
| -------------------------- | -------------------------- | -------------------------- |
| Num                        | Coureur                    | Pos                        |
| 141                        | Dan Martin (IRL)           | 38e                        |
| 142                        | Christopher Froome (GBR)   | AB                         |
| 143                        | Omer Goldstein (ISR)       | AB                         |
| 144                        | Ben Hermans (BEL)          | AB                         |
| 145                        | Reto Hollenstein (SUI)     | 73e                        |
| 146                        | James Piccoli (CAN)        | AB                         |
| 147                        | Michael Woods (CAN)        | 9e                         |

| Jumbo-Visma TJV | Jumbo-Visma TJV              | Jumbo-Visma TJV |
| --------------- | ---------------------------- | --------------- |
| Num             | Coureur                      | Pos             |
| 151             | Primož Roglič (SLO)          | 4e              |
| 152             | George Bennett (NZL) (route) | 85e             |
| 153             | Koen Bouwman (NED)           | 91e             |
| 154             | Chris Harper (AUS)           | AB              |
| 155             | Steven Kruijswijk (NED)      | 43e             |
| 156             | Sam Oomen (NED)              | 80e             |
| 157             | Jonas Vingegaard (DEN)       | 14e             |

| Lotto-Soudal LTS | Lotto-Soudal LTS        | Lotto-Soudal LTS |
| ---------------- | ----------------------- | ---------------- |
| Num              | Coureur                 | Pos              |
| 161              | Tim Wellens (BEL)       | 82e              |
| 162              | Steff Cras (BEL)        | 78e              |
| 163              | Matthew Holmes (GBR)    | AB               |
| 164              | Andreas Kron (DEN)      | AB               |
| 165              | Tomasz Marczyński (POL) | 103e             |
| 166              | Maxim Van Gils (BEL)    | AB               |
| 167              | Harm Vanhoucke (BEL)    | 33e              |

| Movistar Team MOV | Movistar Team MOV        | Movistar Team MOV |
| ----------------- | ------------------------ | ----------------- |
| Num               | Coureur                  | Pos               |
| 171               | Alejandro Valverde (ESP) | 5e                |
| 172               | Dario Cataldo (ITA)      | 45e               |
| 173               | Nélson Oliveira (POR)    | 16e               |
| 174               | Antonio Pedrero (ESP)    | AB                |
| 175               | José Joaquín Rojas (ESP) | 52e               |
| 176               | Gonzalo Serrano (ESP)    | 102e              |
| 177               | Davide Villella (ITA)    | 22e               |

| Arkéa-Samsic ARK | Arkéa-Samsic ARK     | Arkéa-Samsic ARK |
| ---------------- | -------------------- | ---------------- |
| Num              | Coureur              | Pos              |
| 181              | Nairo Quintana (COL) | 11e              |
| 182              | Maxime Bouet (FRA)   | 58e              |
| 183              | Winner Anacona (COL) | AB               |
| 184              | Élie Gesbert (FRA)   | AB               |
| 185              | Romain Hardy (FRA)   | AB               |
| 186              | Łukasz Owsian (POL)  | AB               |
| 187              | Dayer Quintana (COL) | 76e              |

| BikeExchange BEX | BikeExchange BEX              | BikeExchange BEX |
| ---------------- | ----------------------------- | ---------------- |
| Num              | Coureur                       | Pos              |
| 191              | Simon Yates (GBR)             | 86e              |
| 192              | Kevin Colleoni (ITA)          | 84e              |
| 193              | Damien Howson (AUS)           | 100e             |
| 194              | Christopher Juul Jensen (DEN) | 104e             |
| 195              | Mikel Nieve (ESP)             | 18e              |
| 196              | Nick Schultz (AUS)            | 59e              |
| 197              | Andrey Zeits (KAZ)            | 48e              |

| Team DSM DSM | Team DSM DSM             | Team DSM DSM |
| ------------ | ------------------------ | ------------ |
| Num          | Coureur                  | Pos          |
| 201          | Romain Bardet (FRA)      | 8e           |
| 202          | Thymen Arensman (NED)    | 88e          |
| 203          | Tiesj Benoot (BEL)       | 29e          |
| 204          | Mark Donovan (GBR)       | 89e          |
| 205          | Chris Hamilton (AUS)     | 64e          |
| 206          | Andreas Leknessund (NOR) | 107e         |
| 207          | Michael Storer (AUS)     | 25e          |

| Qhubeka NextHash TQA | Qhubeka NextHash TQA     | Qhubeka NextHash TQA |
| -------------------- | ------------------------ | -------------------- |
| Num                  | Coureur                  | Pos                  |
| 211                  | Domenico Pozzovivo (ITA) | 30e                  |
| 212                  | Sean Bennett (USA)       | AB                   |
| 213                  | Victor Campenaerts (BEL) | 99e                  |
| 214                  | Andreas Stokbro (DEN)    | AB                   |
| 215                  | Mauro Schmid (SUI)       | AB                   |
| 216                  | Dylan Sunderland (AUS)   | AB                   |
| 217                  | Karel Vacek (CZE)        | AB                   |

| Trek-Segafredo TFS | Trek-Segafredo TFS            | Trek-Segafredo TFS |
| ------------------ | ----------------------------- | ------------------ |
| Num                | Coureur                       | Pos                |
| 221                | Bauke Mollema (NED)           | 20e                |
| 222                | Gianluca Brambilla (ITA)      | AB                 |
| 223                | Niklas Eg (DEN)               | AB                 |
| 224                | Amanuel Ghebreigzabhier (ERI) | 26e                |
| 225                | Antonio Tiberi (ITA)          | 83e                |
| 226                | Vincenzo Nibali (ITA)         | 13e                |
| 227                | Toms Skujiņš (LAT) (route)    | 27e                |

| UAE Team Emirates UAD | UAE Team Emirates UAD | UAE Team Emirates UAD |
| --------------------- | --------------------- | --------------------- |
| Num                   | Coureur               | Pos                   |
| 231                   | Tadej Pogačar (SLO)   | 1er                   |
| 232                   | Davide Formolo (ITA)  | 69e                   |
| 233                   | Marc Hirschi (SUI)    | 36e                   |
| 234                   | Rafał Majka (POL)     | 24e                   |
| 235                   | Brandon McNulty (USA) | 65e                   |
| 236                   | Jan Polanc (SLO)      | AB                    |
| 237                   | Diego Ulissi (ITA)    | 23e                   |

| Vini Zabù THR | Vini Zabù THR              | Vini Zabù THR |
| ------------- | -------------------------- | ------------- |
| Num           | Coureur                    | Pos           |
| 241           | Edoardo Zardini (ITA)      | 72e           |
| 242           | Simone Bevilacqua (ITA)    | AB            |
| 243           | Marco Frapporti (ITA)      | AB            |
| 244           | Jakub Mareczko (ITA)       | AB            |
| 245           | Davide Orrico (ITA)        | 71e           |
| 246           | Daniel Pearson (GBR)       | AB            |
| 247           | Riccardo Stacchiotti (ITA) | AB            |